# Sainte-Marguerite (Alto Loira)
 Sainte-Marguerite  es una población y comuna francesa, situada en la región de Auvernia, departamento de Alto Loira, en el distrito de Brioude y cantón de Paulhaguet.

## Demografía
| 65 | 65 | 48 | 42 | 38 | 37 |
| Para los censos de 1962 a 1999 la población legal corresponde a la población sin duplicidades (Fuente: INSEE [Consultar]) |    |    |    |    |    |